# Stammheim (Film)
Stammheim (Alternativer Titel: Stammheim – Die Baader-Meinhof-Gruppe vor Gericht) ist ein preisgekrönter Spielfilm von Reinhard Hauff aus dem Jahre 1986, über den Stammheim-Prozess und den Tod mehrerer angeklagter RAF-Angehöriger in der Justizvollzugsanstalt Stuttgart-Stammheim. Das Drehbuch stammt von Stefan Aust.

## Inhalt
Reinhard Hauffs Film beschreibt den Ablauf des Terroristenprozesses, der in den Jahren 1975 bis 1977 in Stuttgart-Stammheim stattfand. Vor Gericht stehen die Angeklagten, Ulrike Meinhof, Andreas Baader, Gudrun Ensslin und Jan-Carl Raspe. Ob die drei zuletzt genannten Personen nach ihren Verurteilungen von eigener Hand oder durch Fremdeinwirkung umkommen, lässt der Film offen (vgl. Todesnacht von Stammheim).
Im April 2008 wurde der Film als DVD veröffentlicht.

## Kritiken
„Der Film läuft, und die Verliese des Vergessenwollens öffnen sich. In veränderter Gestalt, und doch erkennbar, kehren die handelnden Personen von vor zehn Jahren zurück in den (nachgebauten) Stammheimer Gerichtsbunker, um, wie verwunschene Krieger der Sage, ihre Schlacht in dieser betongrauen Vorhölle noch einmal zu schlagen. Von neuem entbrennt der quälend haßerfüllte Hader zwischen den Feinden der Bundesrepublik und den Staatsträgern in schwarzer und roter Robe. Doch was damals, in der Realität, entrückt und unwirklich anmutete, das gewinnt nun, im Film, eine bedrängende Nähe und Authentizität.“

„Allmählich zieht einen der Film hinein in die Stammheim-Hölle, und nach anfänglichen Widerständen akzeptiert man, daß die vier begabten, leidenschaftlichen Schauspieler, die im Mittelpunkt stehen, Andreas Baader, Ulrike Meinhof, Gudrun Ensslin und Jan-Carl Raspe darstellen. Der Prozeß, in dem sie wie in einem Duell zwischen Generationen, zwischen Roben und Jeans, dem Gericht contra geben, wirkt wie ein sinnloser, leerlaufender Schlagabtausch. Das verstärkt seine Grausamkeit. Die Argumentation ergibt nur für Insider einen Sinn. Wem weder die Baader-Meinhof-Sprache noch die Juristensprache geläufig sind, wird manchmal ohnmächtig wünschen, sich die Ohren zuhalten zu können.“

„Ausgehend von authentischen Protokollen und unter Verzicht auf dramaturgisches Beiwerk beschränkt sich die Inszenierung bewußt auf wörtliche Rezitation, ohne daß die politisch-gesellschaftlichen Hintergründe des Falles beleuchtet werden. Hauffs freiwillige Askese läßt viele Fragen offen, ermöglicht jedoch beklemmende Einsichten in das Innere eines Justizapparates, der von der politischen Brisanz der Materie überfordert ist und Schwächen zeigt. Obwohl keineswegs beschönigend in den Angeklagtenporträts, leistet der Film einen wichtigen Beitrag zum Verständnis politisch motivierter Gewalt und provoziert die erneute Auseinandersetzung mit einem tabuisierten, bislang unbewältigten Kapitel deutscher Geschichte.“

## Auszeichnungen
- 1986: Goldener Bär und FIPRESCI-Preis der Internationalen Filmfestspiele von Berlin

Die Filmvorführung fand unter Polizeischutz statt, da es Morddrohungen gegen die Juroren gegeben hatte. Trotz Polizeipräsenz wurde die Vorstellung unter anderem durch Stinkbombenwürfe gestört. Die Jury-Präsidentin Gina Lollobrigida distanzierte sich öffentlich von der Auszeichnung des Films.